# トーマス・ブラウン (作家)
サー・トーマス・ブラウン（トマス・ブラウン、Sir Thomas Browne、1605年10月19日 - 1682年10月19日）は17世紀イングランドの著作家。医学、宗教、科学、秘教など様々な知識に基づいた著作で知られる。
フランシス・ベーコンの自然史研究に影響を受け、自然界に深い興味を寄せた著作が多い。独自の文章の技巧で知られ、作品に古典や聖書の引用が散りばめられており、同時にブラウンの独特な個性が現れている。豊かで特異な散文で、簡単な観察記録から極めて装飾的な雄弁な作品まで様々な作風を操った。

## 自伝
1673年3月14日、ブラウンは好古家ジョン・オーブリーに短い自伝を送っている。これは、オーブリーが書いていた伝記短編集 Brief Lives 向けと思われる。
それによると、ロンドン生まれで、ウィンチェスター・カレッジで学び、オックスフォード大学に進学。数年間海外で過ごした後、ロンドンの王立内科医協会の会員となった。1671年9月、チャールズ2世がノリッジを訪れた際にナイトに叙された。著作の Religio Medici は英語で書き、存命中にラテン語、フランス語、イタリア語、オランダ語に翻訳された。また、Pseudodoxia Epidemica もオランダ語に翻訳されている。

## 著作
日本語訳における題名を付記した
- Religio Medici (1643) - 『レリギオ・メディキ』、『医師の信仰』など
- Pseudodoxia Epidemica (1646–72) - 『プセウドドキシア・エピデミカ』、『荒唐世説』など
- Hydriotaphia, Urn Burial (1658) - 『ハイドリオタフィア』、『屍灰甕埋葬』など
- The Garden of Cyrus (1658) - 『キュロスの園』、『キュロスの庭園』など
- A Letter to a Friend (1656; pub. post. 1690) - 『一友人にその親友の死去の有様を報ずる書翰』など
- Christian Morals (1670s; pub. post. 1716) - 『キリスト教徒の道徳』など
- Musaeum Clausum Tract 13 from Miscellaneous Tracts first pub. post. 1684

## 文学的影響
ブラウンは思想史上の独特な位置にあり、科学的帰納法を促進すると同時に古くからある秘教も支持した。また、敬虔なキリスト教徒であることもその思想のあいまいさに影響している。それに加えて、迷宮のような複雑な思考過程と凝った文体、さらに聖書や古典を引用し、様々な秘教の著作も引用している。これらの要因により、ブラウンの著作は現代においてはほとんど読まれず、誤解されることが多い。しかし、その文体の影響は4世紀にも渡って続いた。

## 肖像

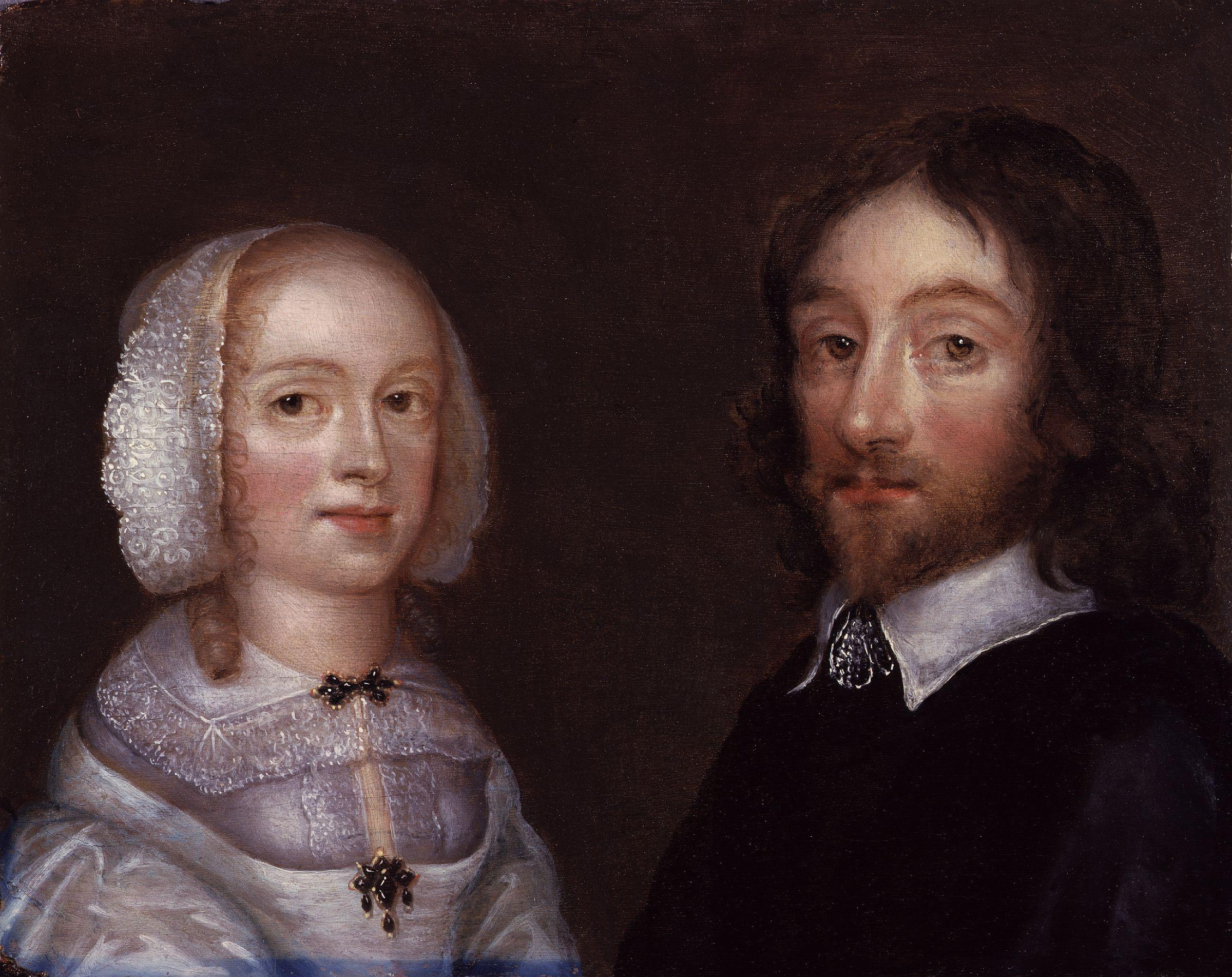
Joan Carlile によるトーマス・ブラウンと夫人の肖像画（1641年-1650年ごろ）。ナショナル・ポートレート・ギャラリー

ロンドンのナショナル・ポートレート・ギャラリーに、同時代に描かれたトーマス・ブラウンと夫人の肖像画がある。やや時代が下るが、彫刻家 Henry Albert Pegram によるトーマス・ブラウン像がノリッジにあり、壷を持って熟考する姿が描かれている。1905年に設置されたが、1973年に現在の場所に移されている。

## 日本語訳
- 『医師の信仰・壷葬論』 生田省悟・宮本正秀訳、松柏社、1998年
- 「壺葬論」小池銈訳 -『澁澤龍彦文学館5　脱線の箱』 筑摩書房、1991年
- 「医師の信仰」堀大司訳 -『世界人生論全集4　イギリス編』 筑摩書房、1963年 - 旧漢字旧かな表記